# Piso Jakab
Piso Jakab, német nyelvű forrásokban Jakob Piso (Medgyes, ? – Pozsony, 1527) jogi doktor, apostoli protonotárius, a pécsi Szent János egyház prépostja, II. Lajos király nevelője és titkára, koszorús költő, szónok és államférfi a 16. század első felében.

## Élete

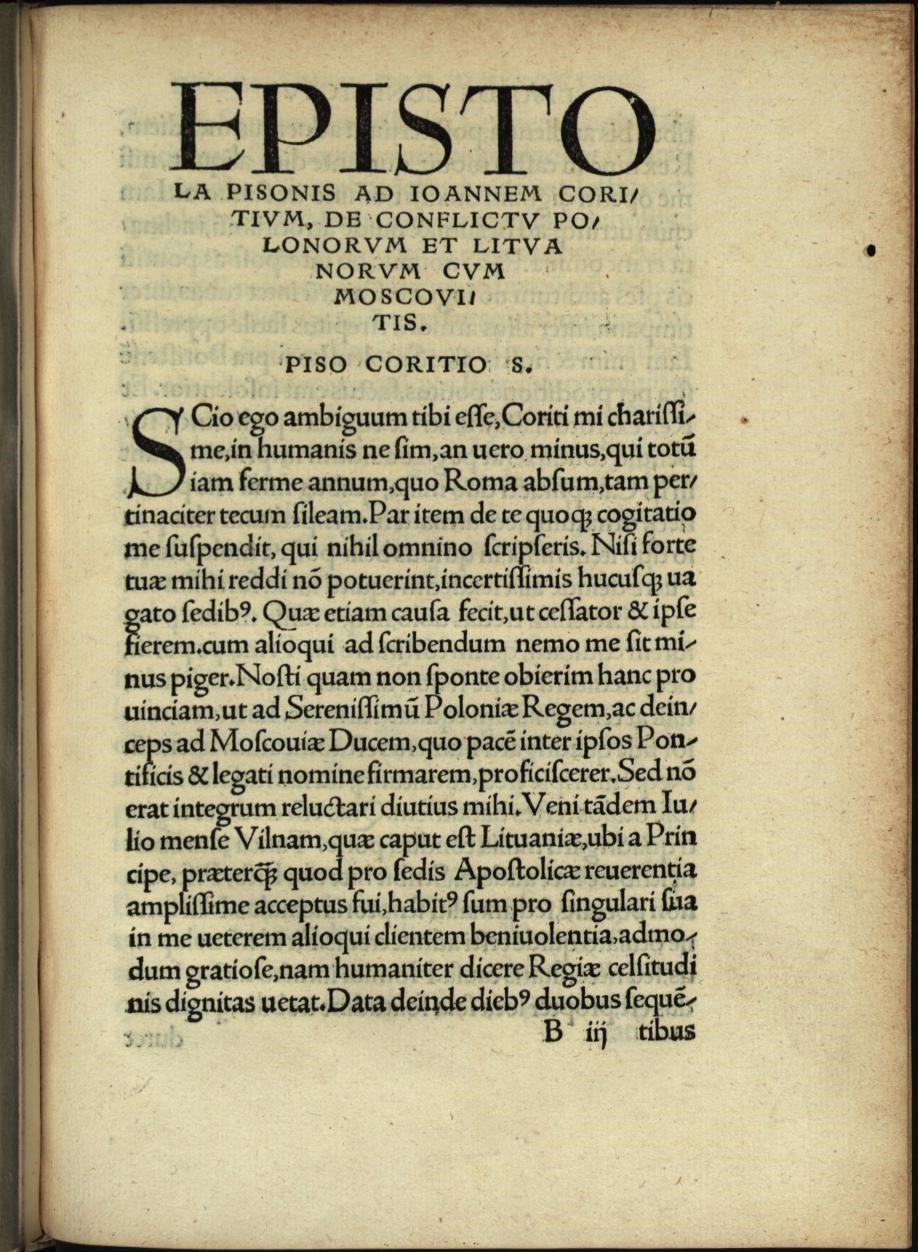
Epistola Pisonis ad Joannem Coritium de conflictu Polonorum et Lituanorum cum Moscovitis.

Jómódú szász családban született Medgyesen. Apja korán meghalt, így nagybátyja gondozta a vagyont, és taníttatta az árván maradt két fiútestvért. Jakob Piso feltehetőleg Rómában szerzett jogi doktorátust. Nem tért vissza szülőföldjére, hanem mint költő és diplomata különböző helyeken tevékenykedett.
Tudományával és szellemességével általános elismerésben részesült. Mint királyi követ megfordult II. Gyula pápánál Rómában. A híres Rotterdami Erasmusszal bizalmas barátságban volt. Szoros kapcsolatban állt a bécsi humanistákkal, erről tanúskodnak 1502-ben egy bécsi Ausonius-kiadásban megjelent, az olvasóhoz írt kísérő versei, és a Johann Fuchsmagennek 1500-1504 között írt versei, amelyek az innsbrucki Egyetemi Könyvtár 664. jelzetű kéziratában maradtak fenn. II. Gyula, aki a keresztény fejedelmeknek a törökök ellen való egyesítésén buzgólkodott, Pisót I. Zsigmond lengyel királyhoz küldte ezügyben; 1510. január 6-án érkezett Krakkóba, ahol azonban sikertelen volt közbenjárása. Visszatérve Magyarországra, II. Ulászló királyt serkentette a török elleni háborúra s ősszel visszatért Rómába.
1514-ben X. Leó pápa pápai legátusként ismét Lengyelországba küldte azzal a szándékkal, hogy megakadályozza a lengyel-orosz háborút, és ehelyett törökellenes akcióra sarkallja Zsigmondot; júliusban érkezett Vilniusba, ahol Zsigmond király III. Vaszilij moszkvai nagyfejedelem ellen készült hadviselésre, még Piso ottléte alatt fényes győzelmet vívott ki a király az oroszok ellen; ezt a csatát barátjának, Coritius Jánosnak Rómába küldött levelében le is írta. Lengyelországban tartózkodása alatt elnyerte a nemzet szeretetét és a király kegyét, úgyhogy Zsigmond gazdag ajándékokkal jutalmazta meg. 1515-ben jelen volt a lengyel király, I. Miksa német-római császár és II. Ulászló magyar király találkozásán Bécsben és Pozsonyban. A fiatal II. Lajos király tanítója volt, ezért a király őt a budavári Szent Zsigmond-prépostsággal ajándékozta meg, és a legfontosabb állami ügyekben is kikérte tanácsát és segítségét; így 1523-ban titkos küldetésben volt Zsigmond lengyel királynál, hol a cseh politikai ügyekben fontos eredményeket ért el. Rotterdami Erasmust már 1509-től kezdve bizonyíthatóan ismerte, később levélváltásuk Erasmus levélgyűjteményében is kiadta. Erasmus őt tartotta a legtöbbre magyarországi levelezőtársai közül. Szalkai László egri püspök, majd esztergomi érsek szűkebb köréhez tartozott, költeményei nagy részét is neki dedikálta. Latin versei a Janus Pannonius utáni magyar humanista költészet legszellemesebb és legegyedibb darabjai közé tartoznak.
1526-ban nemcsak kedves királyát, de összes javait is elvesztette; ezen csapás siettette halálát, mely 1527-ben következett be Pozsonyban.

## Művei
- Epistola ad Erasmum Roterdamum. Romae 30. Juni 1509. (Erasmus összes munkáiban T. III. P. 1. Epist. CVIII. 101. l.)
- Epistola ad Joannem Coritium de conflictu Polonorum et Lithuanorum cum Moscovitis, scripta Vilnae, 1514. Romae (Froben János is kiadta 1515-ben Baselben és a lengyel történeti kútfőkbe is fölvétetett)
- Epigramma (ugyanazon csatára írva, a Carmina de memorabili cede scismaticorum Moscoviorum, per … Sigismundum Regem Poloniae … c. gyűjteményben, hely és év n.)
- Jacobi Pisonis Transylvani, Oratoris et Poetae excellentis, Schedia. Viennae Austriae Excudebat Mich. Zimmermann, anno MDLIV (egyetlen ismert példánya a krakkói Jagelló Egyetem könyvtárában)
- Ausonii Peonii, Poetae praeclarissimi, Oratio matutina, heroico carmine deducta, feliciter incipit. Viennae, 3. Martii, 1502